# Райнхард фон Ханау
Райнхард фон Ханау (на немски: Reinhard von Hanau; * ок. 1186, Ханау; † 1243) е господар на Ханау и господар на Дорфелден близо до град Ханау. Той основава линията „Ханау-Мюнценберг“.

## Произход и наследство
Той е син на Райнхард II фон Дорфелден (* ок. 1159; † сл. 1191) и втората му съпруга фон Калберау (* ок. 1162). Полубрат е на граф Хайнрих II фон Ханау-Дорфелден († 1243). Роднина е с Вернер фон Епщайн († 1284), който от 1259 до 1284 г. е курфюрст, архиепископ на Майнц и ерцканцлер на Свещената Римска империя.
От 1191 г. замъкът Дорфелден се нарича замък Ханау и фамилията започва да се нарича фон Ханау. Братята разделят собствеността.

## Деца
Райнхард фон Ханау има двама сина:
- Райнхард I фон Ханау (II) († 20 септември 1281), господар на Ханау, трушсес на архиепископа на Майнц, женен 1245 г. за Аделхайд фон Мюнценберг († ок. 1291)
- Хайнрих фон Ханау († сл. 1234)